# Geographie Angolas

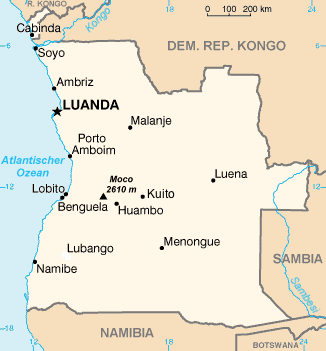
Karte von Angola

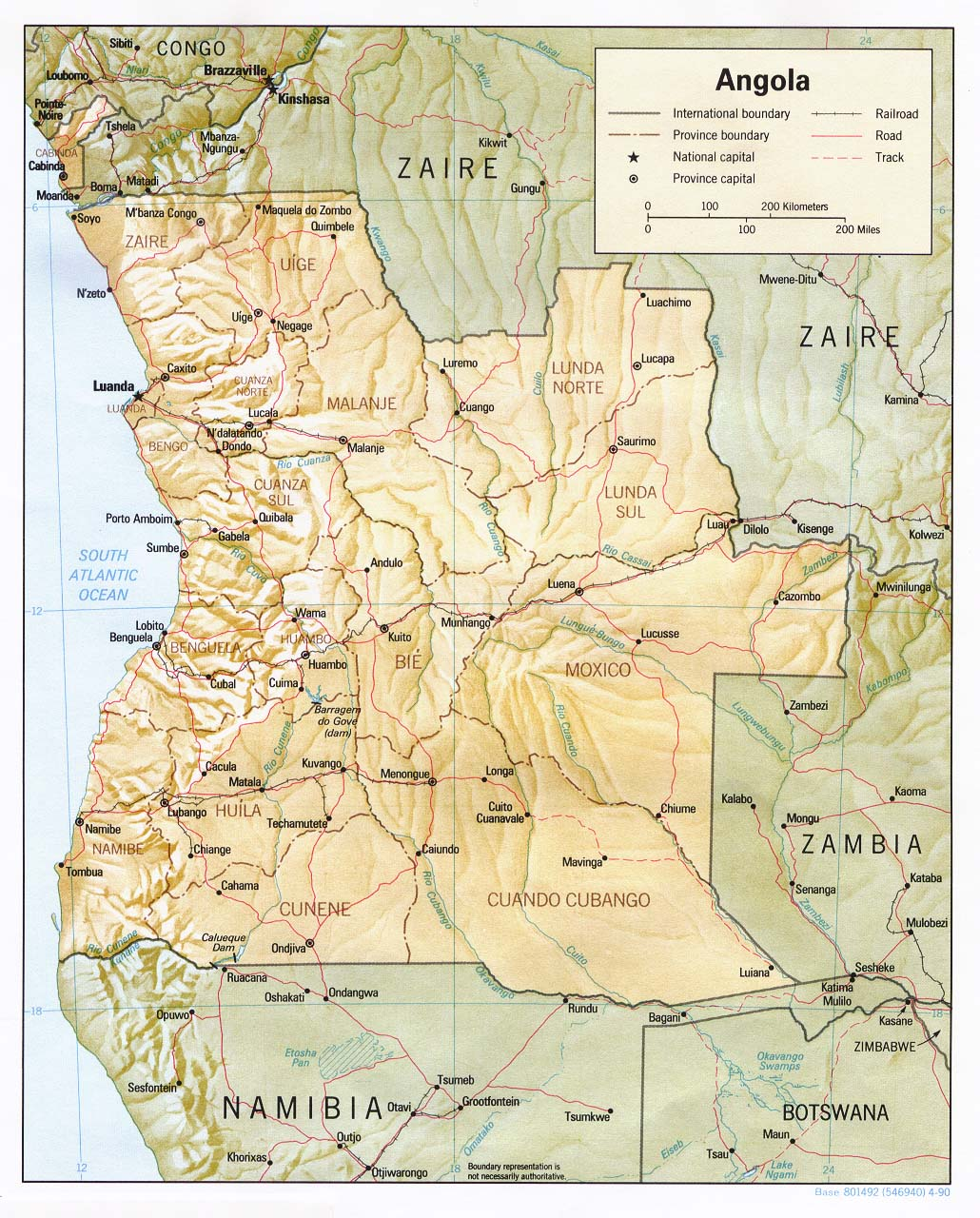
Reliefkarte

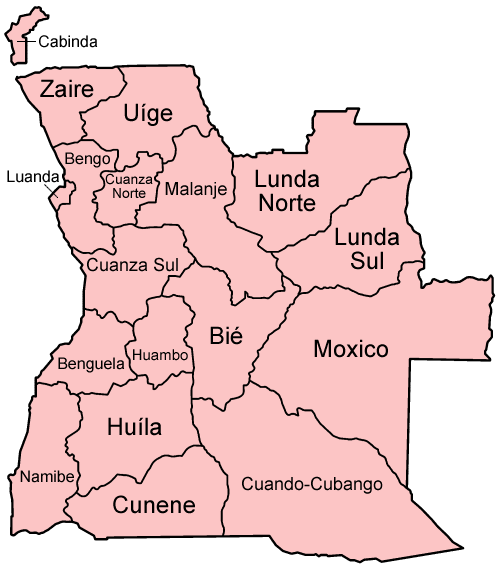
Die angolanischen Provinzen

Die wichtigsten Flüsse Angolas

Angola liegt zwischen 4° 22' und 18° 02' südlicher Breite sowie 11° 41' und 24° 05' östlicher Länge. Das Land gliedert sich grob in eine schmale Niederung entlang der Atlantikküste, die  zum Landesinneren hin (Richtung Osten) zum Hochland von Bié, das nach Norden, Osten und Süden von mehreren großen Flüssen entwässert wird, ansteigt. Weiter im Osten erstreckt sich eine ausgedehnte Trockensavannen-Ebene, die nur dünn besiedelt ist. Die Gesamtfläche von Angola beträgt 1.246.700 km².

## Grenzen
Die Landgrenzen Angolas haben eine Gesamtlänge von 5198 km. Die Exklave Cabinda grenzt an die Republik Kongo (201 km) sowie an die Demokratische Republik Kongo (225 km). Das restliche Staatsgebiet grenzt im Norden und Nordosten an die DR Kongo (2286 km), im Osten an Sambia (1110 km) und im Süden an Namibia (1376 km). Die angolanische Küstenlinie am Atlantischen Ozean hat eine Länge von 1600 km.

## Landesnatur

### Küstenregion
Angola hat nur eine schmale Küstenniederung, die sich über 1400 Kilometer an der Küste des Atlantischen Ozeans erstreckt. An der Küste befinden sich drei der fünf größten Städte des Landes, nämlich die Hauptstadt Luanda sowie die Großstädte Benguela und Lobito. Den nördlichsten Teil des angolanischen Küstengebietes bildet die Provinz Cabinda, welche eine angolanische Exklave darstellt. Sie wird durch die zur Demokratischen Republik Kongo zählende Kongomündung vom angolanischen Staatsgebiet getrennt.
Der Kongo bildet an dieser Stelle über fast 150 Kilometer die Grenze zwischen der DR Kongo und Angola. Südlich schließt sich ein eher dünn besiedeltes Hügelland an, welches von einigen mittelgroßen Flüssen durchzogen wird, die dem Atlantik zuströmen. Dazu zählen unter anderem der Mbridge, welcher bei N’Zeto mündet, sowie der Loge (Mündung bei Ambriz) und Dande (Mündung bei Barra do Dande).
Etwa 350 Kilometer südlich der Kongomündung liegt die angolanische Hauptstadt Luanda, die mit etwa 5 Millionen Einwohnern die mit Abstand größte Stadt des Landes und das unumstrittene Wirtschafts- und Handelszentrum Angolas ist. Luanda liegt in einer Schwemmebene zwischen den Mündungen der Flüsse Bengo und Cuanza, die beide aus dem Hochland von Bié kommen. Der 965 km lange Cuanza ist der wichtigste Fluss Zentralangolas, da er von seiner Mündung aus 200 km flussaufwärts befahrbar ist.
Südlich von Luanda befindet sich der Nationalpark Quiçama. Der flache Küstenstreifen wird nach Süden hin immer schmaler, schließlich reicht das Hochland hier fast bis an die Küste heran. Große Flüsse, die zwischen Luanda und dem 440 km südlich gelegenen Benguela in den Atlantik münden, sind zum Beispiel Longa, Queve, Cubal, Balombo und Catumbele. Benguela selbst liegt an der Mündung des Caimbambo. Jenseits der drittgrößten Stadt des Landes geht die Vegetation in Dornsavanne über, die Besiedlungsdichte ist gering. Südlich der Serra da Neve beginnen die Halbwüstengebiete, welche ab der Stadt Moçâmedes in die Wüste Namib übergehen. Die Flüsse, welche südlich von Benguela in den Atlantik münden, haben keine größere Bedeutung, unter ihnen sind z. B. Hanja, Bentiaba und Bero. Der äußerste Südwesten Angolas, der bereits zur Wüste Namib zählt, wurde zum Nationalpark Iona erklärt. Der Küstenlinie knapp 10 Kilometer vorgelagert, liegt dort die Insel Ilha dos Tigres. Der Cunene bildet die Südgrenze zu Namibia.
Das Klima der gesamten Küstenregion wird vom kalten Benguelastrom beeinflusst. Im Zentrum und im Süden der Region gibt es eine kurze Regenzeit von Februar bis April. Die Winter sind mild, die Sommer heiß und trocken. In Cabinda sowie der nördlichen Küstenregion regnet es über das gesamte Jahr verteilt.

### Hochländer
Östlich der Küstenregion schließt sich in Angola ein bis zu 500 km breiter Hochlandgürtel an, der sich von der Niederguineaschwelle im Norden über fast 1400 km bis zur Flussebene des Cunene erstreckt und dort in die Gebirge Namibias übergeht. Die Hochländer, deren größtes das Hochland von Bié ist, sind größtenteils von Feuchtsavanne bzw. in der Provinz Cuanza Norte von tropischem Höhenwald bedeckt. Sie werden unter anderem zum Anbau von Kaffee (zwischen Caxito und Uíge), Mais (nördlich von Huambo im Tal des Cutato) und Baumwolle (um Cuango) genutzt.
Viele Flüsse der Region haben in den Hochländern ihren Ursprung. Sie entwässern sowohl über den Kongo oder direkt zum Atlantik als auch über den Sambesi zum Indischen Ozean.
Flusssystem Kongo:
- Kwango (Cuango) – in Richtung Norden zum Kwilu
- Kwilu (Kouilou) – in Richtung Norden zum Kongofluss
- Kasaï (Cassai) – in Richtung Osten zum Kongofluss

Flusssystem Sambesi
- Luena – in Richtung Osten zum oberen Sambesi
- Lungé-Bungo (Lunguebungu) – in Richtung Südosten zum Sambesi
- Luanginga – in Richtung Südosten zum Sambesi
- Cuando (Kuando) – in Richtung Südosten zum Sambesi
- Cuito – in Richtung Südosten zum Okavango
- Cubango/Okavango – in Richtung Süden/Südosten

Flüsse zum Atlantik:
- Kunene (Cunene) – in Richtung Südwesten zum Atlantik
- Cuvo-Queve – in Richtung Nordwesten zum Atlantik
- Kwanza (Kuanza) – in Richtung Norden zum Atlantik

Die größte Stadt der gesamten Region ist Huambo, die Hauptstadt der gleichnamigen Provinz und zweitgrößte Stadt des Landes. Über ihre Einwohnerzahl gibt es keine eindeutigen Angaben, es handelt sich aber um mehr als 200.000 Bewohner. In der Provinz Huambo befinden sich auch die höchsten Erhebungen des Hochlandes, unter ihnen der Môco, der mit 2619 m höchste Berg Angolas. Die wasserreichen Flüsse des Hochlandes werden an einigen Stellen auch zur Energiegewinnung genutzt. Wasserkraftwerke existieren am Cunene bei Matala (Talsperre Matala – Provinz Huíla), die Talsperre Gove (Provinz Huambo) sowie bei Calueque (Calueque-Damm – Provinz Cunene); am Cuanza bei Dondo (Provinz Cuanza Norte) und an einigen kleineren Flüssen.
Die bedeutendsten Flüsse des Hochlandes sind neben Cunene und Cuanza der Cuango, ein linker Nebenfluss des Kasai. Dieser entspringt bei Luena in der hügeligen Trockensavanne Ost-Angolas, bildet dann über 300 km die Grenze zwischen der DR Kongo und den angolanischen Provinzen Uíge und Malanje und mündet schließlich bei Bandundu in den Kasai. Östlich von Huambo entspringt der Okavango (in Angola Cubango), der Angola in südöstlicher Richtung verlässt und im wüstenhaften Inneren Botswanas das Okavangobecken speist.
In den Hochländern dauert die Regenzeit von November bis April, ihr folgt eine kühle Trockenzeit von Mai bis Oktober.

### Östliche Ebene
Im Landesinneren gehen die bis 2600 m hohen Hochländer in größtenteils ebene Savannenregionen über, die sich im Osten bis zum Sambesi erstrecken. Dieses Gebiet umfasst den größten Teil Angolas, beherbergt jedoch aufgrund seiner Unwirtlichkeit nur wenige Einwohner. Es liegt auf durchschnittlich 1000 bis 1200 m über NN. Im Nordosten erheben sich die Berge der Lundaschwelle bis auf 1600 m über NN. Die offene Trockensavanne, die den östlichen Landesteil bedeckt, wird nur an wenigen Stellen durch landwirtschaftliche Nutzflächen unterbrochen. Am Oberlauf des Kasai (in Angola Cassai) wird um Luena und Dilolo (DR Kongo) Mais angebaut, bei Canconga in der Provinz Moxico sowie um Saurimo (Provinz Lunda Sul) Erdnüsse.
Die Flüsse Ost-Angolas entwässern in alle Himmelsrichtungen, außer in den Westen, wo das Hochland den Weg zum Ozean versperrt. Cuango, Cuilo und Cassai entspringen in den Provinzen Lunda Sul und Moxico und fließen nach Norden ins Kongobecken. Der Cassai bildet über fast 400 Kilometer die Ostgrenze Angolas zur DR Kongo. Die Flüsse in den zentralen Regionen Ost-Angolas entwässern meist nach Südosten zum Sambesi, so zum Beispiel Luena, Lungwebungu und Cuando. Auch der Oberlauf des Sambesi selbst liegt auf etwa 330 km Länge auf angolanischem Territorium. An den Chavuma-Fällen verlässt der Fluss Angola wieder.
Das Gebiet zwischen den Flüssen Cuando und Cuito ganz im Südosten des Landes ist sehr dünn besiedelt und wurde zu großen Teilen unter Schutz gestellt. Die Flüsse des Südostens entwässern in das wüstenhafte Innere Botswanas, dazu zählen Cubango und Cuito.
Die Savannengebiete im Osten Angolas sind verkehrstechnisch nicht günstig mit den dichter besiedelten Landesteilen im Hochland und an der Küste verbunden. Die Straßenverhältnisse sind eher schlecht, was durch den Wechsel zwischen Trocken- und Regenzeiten noch unterstützt wird. Ebenfalls ist der Osten des Landes jene Region, die der oppositionellen União Nacional para a Independência Total de Angola (UNITA) über Jahrzehnte als Rückzugsgebiet gedient hat und daher von den Kriegsfolgen stark betroffen wurde – vor allem in dem Sinn, dass jegliche Entwicklung dort blockiert war.

## Bibliographie
- Manfred Kuder: Angola: Eine geographische, soziale und wirtschaftliche Landeskunde. Wissenschaftliche Buchgesellschaft, Darmstadt 1971.